# René Converset
René Converset est un homme politique français né le 5 août 1886 à Châtillon-sur-Seine (Côte-d'Or) et mort le 1er janvier 1954 à Bar-sur-Aube dans l'Aube.

## Biographie
Ayant repris l'entreprise familiale de construction de machines agricoles, René Converset participe aux combats de la Première Guerre mondiale avec vaillance. Il en revient gravement blessé et mutilé. Bien implanté dans les milieux d'anciens combattants, il est élu conseiller municipal de Bar-sur-Aube, mandat qu'il conserve jusqu'en 1935. En 1925, il est élu conseiller d'arrondissement, mandat qu'il détient jusqu'en 1934, date de son entrée au conseil général de l'Aube.
En 1936, il se présente aux élections législatives, mais est battu par le député sortant Maurice Robert. Mais il profite d'une élection sénatoriale partielle pour entrer au Parlement l'année suivante. Le 10 juillet 1940, il vote en faveur de la Remise des pleins pouvoirs au Maréchal Pétain. Il ne retrouve pas de mandat politique après la Libération.

## Sources
- « René Converset », dans le Dictionnaire des parlementaires français (1889-1940), sous la direction de Jean Jolly, PUF, 1960 [détail de l’édition]